# Adoretus celebicus
Adoretus celebicus är en skalbaggsart som beskrevs av Ohaus 1914. Adoretus celebicus ingår i släktet Adoretus och familjen Rutelidae. Inga underarter finns listade i Catalogue of Life.